# Ротшильд, Давид Рене де
Барон Давид Рене Джеймс де Ротшильд (фр. David René James de Rothschild; 15 декабря 1942, Нью-Йорк) — представитель всемирно известной династии французских банкиров еврейского происхождения Ротшильдов, сын барона Ги де Ротшильда и его первой жены, являющейся также дальней кузиной, баронессы Алисы де Коромла (1911—1982).

## Ранние годы и семейная жизнь
Давид де Ротшильд родился в США, куда его родители бежали из Франции после оккупации её части войсками нацистской Германии. Мать Давида осталась с ним в Нью-Йорке, а отец барон Ги де Ротшильд отправился в Англию, где вступил в национально-освободительное движение Сражающаяся Франция, возглавляемое будущим президентом Франции генералом де Голлем.
После освобождения Франции семья молодого Давида де Ротшильда вернулась в родной Париж, после чего родители Давида де Ротшильда оформили давно назревавший развод.
В 1974 году Давид де Ротшильд вступил в брак с Олимпией Альдобрандини (род. 1955), представительницей «чёрной знати». У супругов родились 4 детей: Лавиния (род. 1976), Стефания (род. 1977), Александр (род. 1980) и Луиза (род. 1989). Брак с Олимпией, которая является приверженкой католицизма, положил конец традиции, согласно которой Ротшильды ранее вступали в брак только с иудейками. Тем не менее, сын Давида де Ротшильда Александр воспитывается в традициях иудаизма, так как бабушка Олимпии де Ротшильд еврейка.
Семья Давида де Ротшильда живёт в Нормандии в принадлежащем им замке Рё, который находится в 125 км от Парижа. На протяжении 18 лет Давид де Ротшильд был мэром расположенной рядом деревни Рё, в которой на 2004 год проживало 322 жителя.

## Образование и карьера
В 1966 году барон Давид де Ротшильд окончил Парижский политологический институт и приступил к работе в одной из принадлежащих семье международной горнодобывающей компании, после чего перешёл на практику в семейный банк «Rothschild Frères». После того как в 1967 году французское правительство, возглавляемое Жоржем Помпиду (который был в 1956—1962 генеральным управляющим банка «Rothschild Frères»), провело реформирование банковской деятельности, прекращающее возможность законного разделения между инвестиционными и сберегательными банками, банк «Rothschild Frères» был преобразован в общество с ограниченной ответственностью «Banque Rothschild».
Глава банка Ги де Ротшильд был агрессивным игроком на рынке и старался расширить влияние семьи в горнодобывающей и нефтяной отраслях, что вызывало негативную реакцию властей. После победы в 1981 году на выборах президента Франции социалиста Франсуа Миттерана, власти национализировали крупнейшие компании и банки страны, включая промышленные и финансовые активы семьи Ротшильдов. Разъярённый 72-летний барон Ги де Ротшильд покинул Францию и снова осел в Нью-Йорке, где занимался куда меньшим по масштабам бизнесом.
В 1986 году, когда социалисты перешли в оппозицию, у семейства Ротшильдов появилась возможность снова заниматься банковским бизнесом, чем в 1987 году и воспользовался Давид де Ротшильд, создав «Rothschild & Cie Banque». С первоначальным уставным капиталом в $1 миллион и тремя наёмными сотрудниками банк Ротшильда в скором времени стал одним из основных инвестицонных банков Франции и Европы.
В 2003 году после отставки сэра Эвелина де Ротшильда, главы лондонского отделения семейного банка «N M Rothschild & Sons», французское и британское отделения объединились под названием «Group Rothschild», новое отделение возглавил Давид де Ротшильд. В 2007 году британская часть семейства Ротшильда продала свою долю французским родственникам, которые установили стопроцентный контроль над семейным банком.

## Интересные факты
- Давид де Ротшильд владеет долей Château Lafite Rothschild — винокурни, производящей всемирно известные вина.[4]
- Эмманюэль Макрон, действующий президент Франции, работал под руководством Давида де Ротшильда в банке Rothschild & Cie Banque. В период работы в банке получил прозвище «Моцарт финансов» за проведение успешной сделки по приобретению Nestle подразделения Pfizer за 12 млрд евро в 2012 году[5].